# TV2 Titkok Ramónával
A TV2 Titkok Ramónával 2024-től sugárzott magyar podcastműsor, amelyet Lékai-Kiss Ramóna vezet, ez a TV2 Csoport első exkluzív tartalmú műsorra.
Az első évadot 2024. június 19-én mutatták be a TV2 Playen. 2024. augusztus 24-én a TV2 Klub is bemutatta. 2024. december 20-án a YouTube-ra is felkerült.

## Története
2024. június 4-én bejelentették, hogy a TV2 Play felületén egy exkluzív tartalmú podcastműsort indul, amelyet Lékai-Kiss Ramóna vezet. Ekkor jelentették be a műsor premierdátumát, ami 2 héttel később, 2024. június 19-én volt. A műsorban több TV2-es műsorvezetővel, illetve hírességekkel beszélget arról, hogy az életük során milyen kihívásokat, sikereket, kudarcokat tapasztaltak, és melyek voltak azok, amelyek formálták őket. Az epizódok szerdánként kerülnek fel a TV2 Play-re.

## Évadok
| Évad | Évad | Részek száma | Sugárzás            | Sugárzás            | Adó |
| Évad | Évad | Részek száma | Évadbemutató        | Évadzáró            | Adó |
| ---- | ---- | ------------ | ------------------- | ------------------- | --- |
|      | 1.   | 10           | 2024. június 19.    | 2024. augusztus 21. |     |
|      | 2.   | 16           | 2024. szeptember 4. | 2024. december 18.  |     |
|      | 3.   | 16           | 2025. február 12.   | 2025. június 4.     |     |

## Vendégek
| Adás | Vendég                                      | Vendég                           | Vendég                                                |
| Adás | 1. évad                                     | 2. évad                          | 3. évad                                               |
| ---- | ------------------------------------------- | -------------------------------- | ----------------------------------------------------- |
| 1.   | Tóth Gabi                                   | Zámbó Krisztián                  | Oravecz Kristóf és Farkas András                      |
| 2.   | Till Attila                                 | Opitz Barbi                      | Krausz Gábor                                          |
| 3.   | Szabó Zsófia                                | Dopeman                          | Mihályfi Luca és Hegyes Bertalan                      |
| 4.   | Papp Szabolcs                               | Sáfrány Emese                    | Hermányi Mariann, Rujder Vivien és Törőcsik Franciska |
| 5.   | Caramel                                     | PSG Ogli                         | Csuti                                                 |
| 6.   | L.L. Junior                                 | Gáspár Bea                       | Demcsák Zsuzsa                                        |
| 7.   | Stana Alexandra                             | Fekete Pákó                      | Kiszel Tünde és Hunyadi Donatella                     |
| 8.   | Stohl András                                | WhisperTon                       | Radics Gigi                                           |
| 9.   | Ördög Nóra                                  | Lissák Laura                     | Dér Heni                                              |
| 10.  | Gáspár Győző                                | Peter Šrámek                     | Molnár Anikó                                          |
| 11.  |                                             | Palik László                     | Rubint Réka és Schóbert Norbert                       |
| 12.  | Jákob Zoltán                                | Palácsik Lilla és Visváder Tamás |                                                       |
| 13.  | Gönczi Gábor                                | Aurelio                          |                                                       |
| 14.  | Zsigmond Angéla és Mészáros Bende           | Pumped Gabo                      |                                                       |
| 15.  | Kucsera Gábor                               | Marsi Anikó                      |                                                       |
| 16.  | Gáncs Kristóf, Iszak Eszter és Vastag Csaba | Brasch Bence                     |                                                       |